# NGC 4468
NGC 4468 (другие обозначения — UGC 7628, MCG 2-32-90, ZWG 70.122, VCC 1196, PGC 41171) — галактика в созвездии Волосы Вероники.
Этот объект входит в число перечисленных в оригинальной редакции «Нового общего каталога».
Находится на переднем плане скопления Девы.